# Mallare
Mallare (im Ligurischen: Màlle) ist eine norditalienische Gemeinde mit 1065 Einwohnern (Stand 31. Dezember 2023) in der Region Ligurien. Politisch gehört sie zu der Provinz Savona.

## Geographie
Mallare liegt im oberen Abschnitt des Val Bormida am Fluss Bormida di Mallare. In der Nähe befindet sich der 956 Meter hohe Monte Alto. Das Gemeindeland befindet sich auf einer Höhe zwischen 401 und 1001 Metern. Die Gemeinde gehört zu der Comunità Montana Alta Val Bormida und ist circa 22 Kilometer von der Provinzhauptstadt Savona entfernt.